# 康灣
康灣（英語：Hong Wan，代號C2）是香港東區區議會下轄的選區，2023年設立，定為雙議席選區。

## 範圍
現時選區包括康山、西灣河及筲箕灣，西至英皇道康山、東至柴灣坳，與其接壤的選區有太北、柴灣以及南區區議會的南區東南選區。
投票站設有十七個，分別位於港島東體育館、西灣河體育館、太古城內的聖安娜中英文幼稚園、愛秩序灣社區會堂、聖馬可中學、筲箕灣郵政局、愛秩序灣官立小學、筲箕灣官立小學、鰂魚涌體育館、鰂魚涌社區會堂、滬江小學、太古小學、香港中國婦女會丘佐榮學校、勵志會梁李秀娛紀念小學、筲箕灣街坊福利事務促進會、耀東邨內的新家園協會賽馬會港島東服務中心、循道愛華村服務中心社會福利部愛華青少年綜合服務隊耀東服務處。

## 沿革
2023年香港選舉改革將區議會所有單議席選區取消，東區定為三個雙議席選區，共選出六席民選議員。康灣選區由原有單議席的鯉景灣、西灣河、愛秩序灣、筲箕灣、阿公岩、柏架山、南豐、康怡、康山、興東、下耀東、上耀東選區合併而成。
2023年區議會選舉，估算人口有187,331人，選民有116,238人，吸引到三人參選。

## 歷屆議員
| 選區名稱 | 屆別           | 議員   | 政治聯繫 | 政治聯繫 | 議員   | 政治聯繫 | 政治聯繫 |
| -------- | -------------- | ------ | -------- | -------- | ------ | -------- | -------- |
| 康灣     | 2024年－2027年 | 李清霞 |          | 民建聯   | 吳清清 |          | 工聯會   |

## 歷屆選舉結果
| 政党   | 政党   | 候选人    | 票数   | %     | ± |
| ------ | ------ | --------- | ------ | ----- | - |
|        | 新民黨 | ①. 林梓鴻 | 6,903  | 21.99 |   |
|        | 民建聯 | ②. 李清霞 | 14,764 | 47.04 |   |
|        | 工聯會 | ③. 吳清清 | 9,721  | 30.97 |   |
| 多数票 | 多数票 | 多数票    | 2,818  | 8.98  |   |

## 資料來源
1. ↑   (PDF).   [2023年8月23日]. （原始内容 (PDF)存档于2023年10月20日） （繁体中文）.
2. ↑   (PDF).   [2023年11月17日].
3. ↑   (PDF). 選舉管理委員會. 2023-07-11  [2023-08-23]. （原始内容存档 (PDF)于2023-10-14）.
4. ↑   (PDF).   [2023-11-17]. （原始内容存档 (PDF)于2023-11-16）.
5. ↑   (PDF).   [2023-08-23]. （原始内容存档 (PDF)于2023-10-20）.
6. ↑   (PDF).   [2023-11-17].